# Гущин, Дмитрий Иванович
Дмитрий Иванович Гущин (1902 год, с. Казанско-Богородское — дата и место смерти не известны) — председатель колхоза «Новая жизнь» Жамбылского района Алма-Атинской области, Казахская ССР. Герой Социалистического Труда (1948).

## Биография
Родился в 1902 году в крестьянской семье в селе Казанско-Богородское (ныне — село Узынагаш Жамбылского района Алматинской области).
В 1929 году был одним из организаторов сельхозартели «Новая жизнь», которая позднее была преобразована в одноимённый колхоз. В 1937 году избран председателем этого колхоза. Член КПСС с 1942 года.
В 1946 году руководимый им колхоз «Новая жизнь» собрал в среднем 11,9 центнеров зерновых с каждого гектара вместо запланированных 9,3 центнеров и в 1947 году — по 11,4 центнеров зерновых с каждого гектара. За эти выдающиеся трудовые достижения был удостоен в 1948 году звания Герой Социалистического Труда.
С 1968 года – персональный пенсионер союзного значения. Жил в Жамбылском районе Алматинской области.

## Награды
- Герой Социалистического Труда — указом Президиума Верховного Совета СССР от 28 марта 1948 года
- орден Ленина
- орден Красной Звезды
- медаль «За трудовое отличие»
- медаль «За доблестный труд в Великой Отечественной войне 1941—1945 гг.»